# Place Gabriel-García-Márquez
Pour les articles homonymes, voir Gabriel García (homonymie), García et Márquez.
La place Gabriel-García-Márquez est une voie située dans le quartier Saint-Thomas-d'Aquin du 7e arrondissement de Paris.

## Situation et accès
La place Gabriel-García-Márquez est accessible par la ligne de métro 12 à la station Rue du Bac.

## Origine du nom

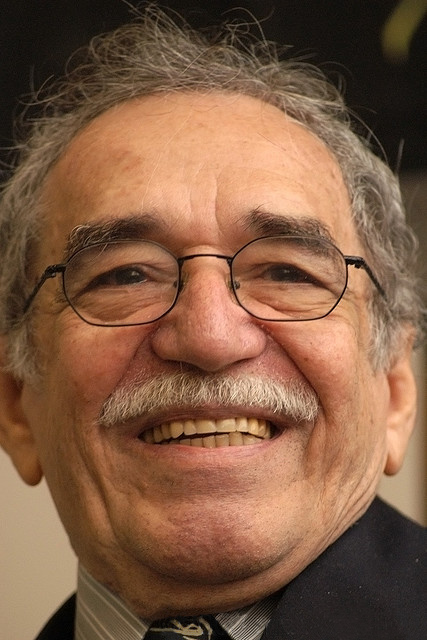
Gabriel García Márquez.

Elle rend hommage à l'écrivain colombien Gabriel García Márquez (1927-2014), qui a vécu à proximité entre 1956 et 1957.

## Historique
La voie est créée, par décision du Conseil de Paris en mai 2016, sur l'espace des trottoirs formant la pointe de l'intersection de la rue de Montalembert avec la rue du Bac et est inaugurée officiellement le 23 juin 2017 dans le cadre de l'année de la Colombie en France, en présence du président colombien Juan Manuel Santos et de la maire de Paris Anne Hidalgo,,.

## Bâtiments remarquables et lieux de mémoire
- L'hôtel Pont Royal fait directement face à la place.

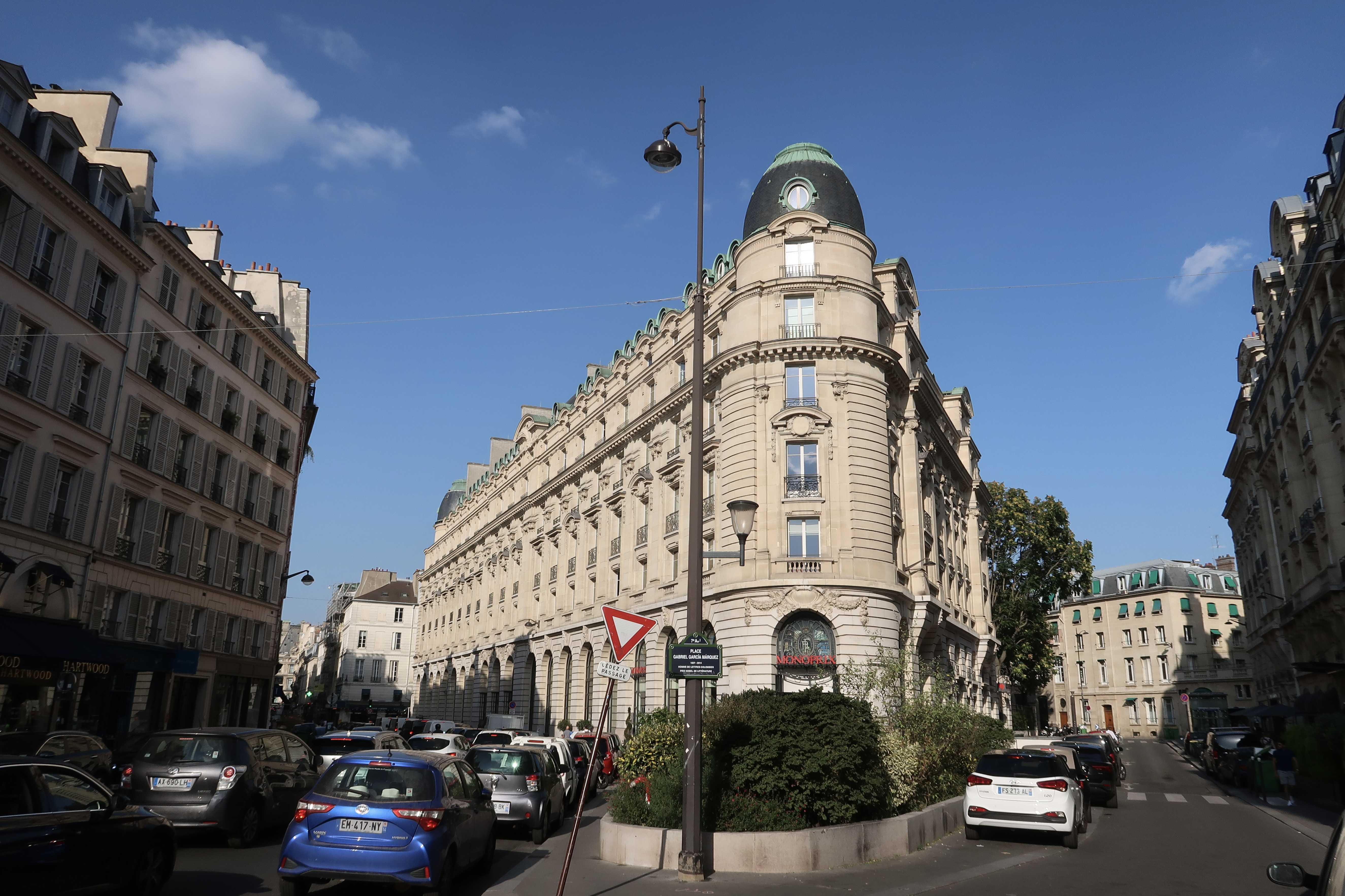
Vue de la place.
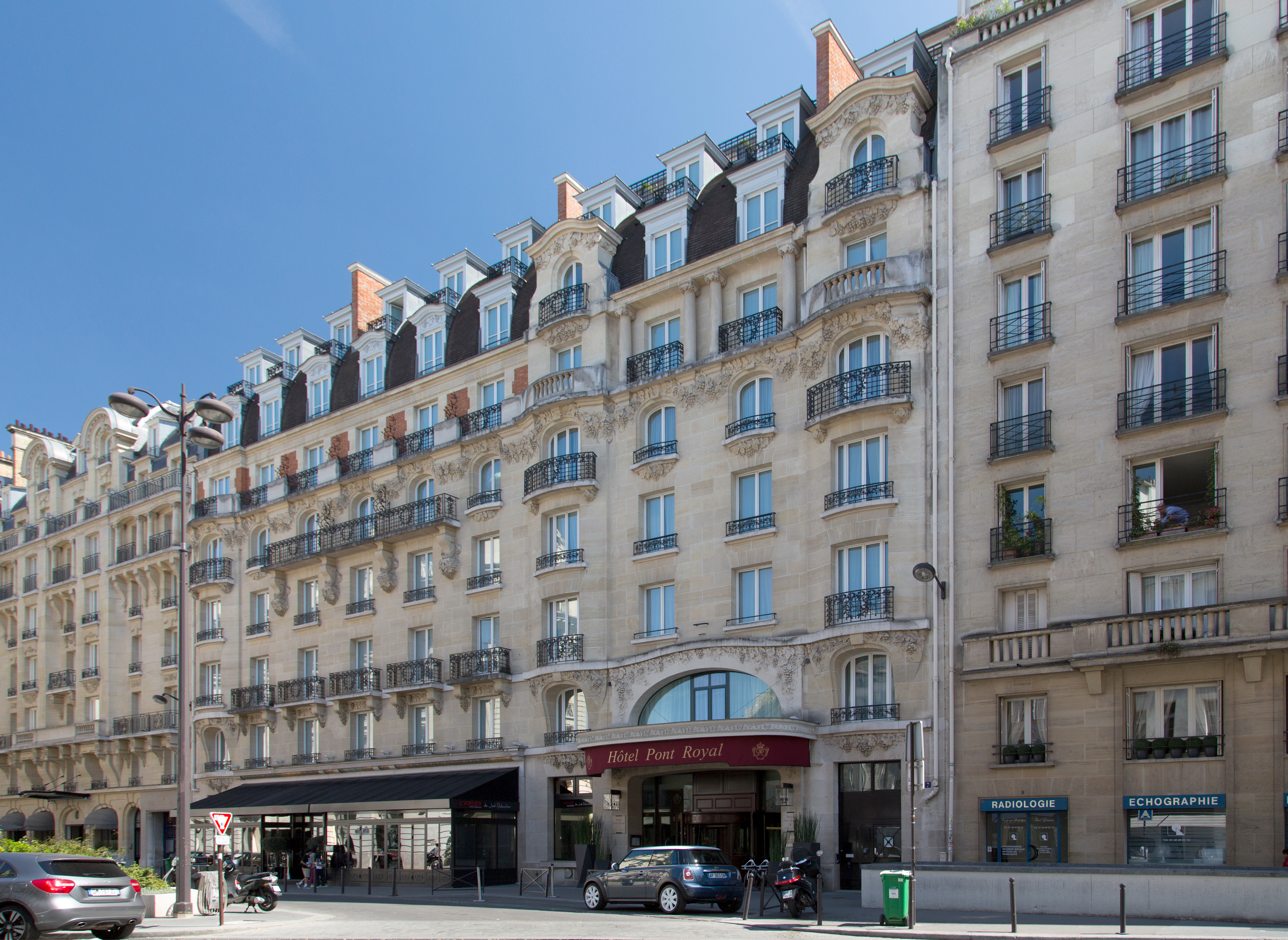
Hôtel Pont Royal.